# پریتلوکی
پریتلوکی (به لاتین: Přítluky) یک منطقهٔ مسکونی در جمهوری چک است که در ناحیه برتسلاو واقع شده‌است. پریتلوکی ۱۴٫۲۷ کیلومتر مربع مساحت و ۷۷۳ نفر جمعیت دارد و ۱۶۵ متر بالاتر از سطح دریا واقع شده‌است.